# Tatra 815 SOT
Tatra 815 SOT, nebo jen krátce Tatra SOT je obrněné vozidlo na podvozku čtyřkolové Tatry 815, speciálně zkonstruované pro nasazení českých vojáků v Afghánistánu v rámci urgentní potřeby. Na výrobě vozidla se podílely české firmy Terrex-Tatra a LOM Praha. Výhodou obrněné Tatry je vysoká průchodivost v terénu, smrtící palebná síla a poměrně velká ložná plocha, takže lze přepravovat i značný náklad.
Základní výzbroj vozidla tvoří sovětský kulomet DŠK M ráže 12,7 mm, upevněný na přední lafetě, z něhož lze vést palbu na pozemní i vzdušné cíle. Na zadní lafetu lze upevnit kulomet ráže 7,62 mm nebo automatický granátomet. Tyto lafety na korbě Tatry jsou vybaveny pancéřovými štíty k ochraně střelců. Řidič i velitel vozidla mají k dispozici v předních rozích kabiny otočné lafetace na které lze upevnit kulomety MINIMI ráže 5,56 mm. Osádka dále disponuje osobními zbraněmi, ručními granáty, případně další výzbrojí podle potřeby a úkolu.
Po zrušení Útvaru speciálních operací Vojenské policie byla obě vozidla zakonzervována v Zásobovacím středisku Rančířov. V roce 2016 byla vozidla předána do sbírek Vojenského historického ústavu.

## Galerie

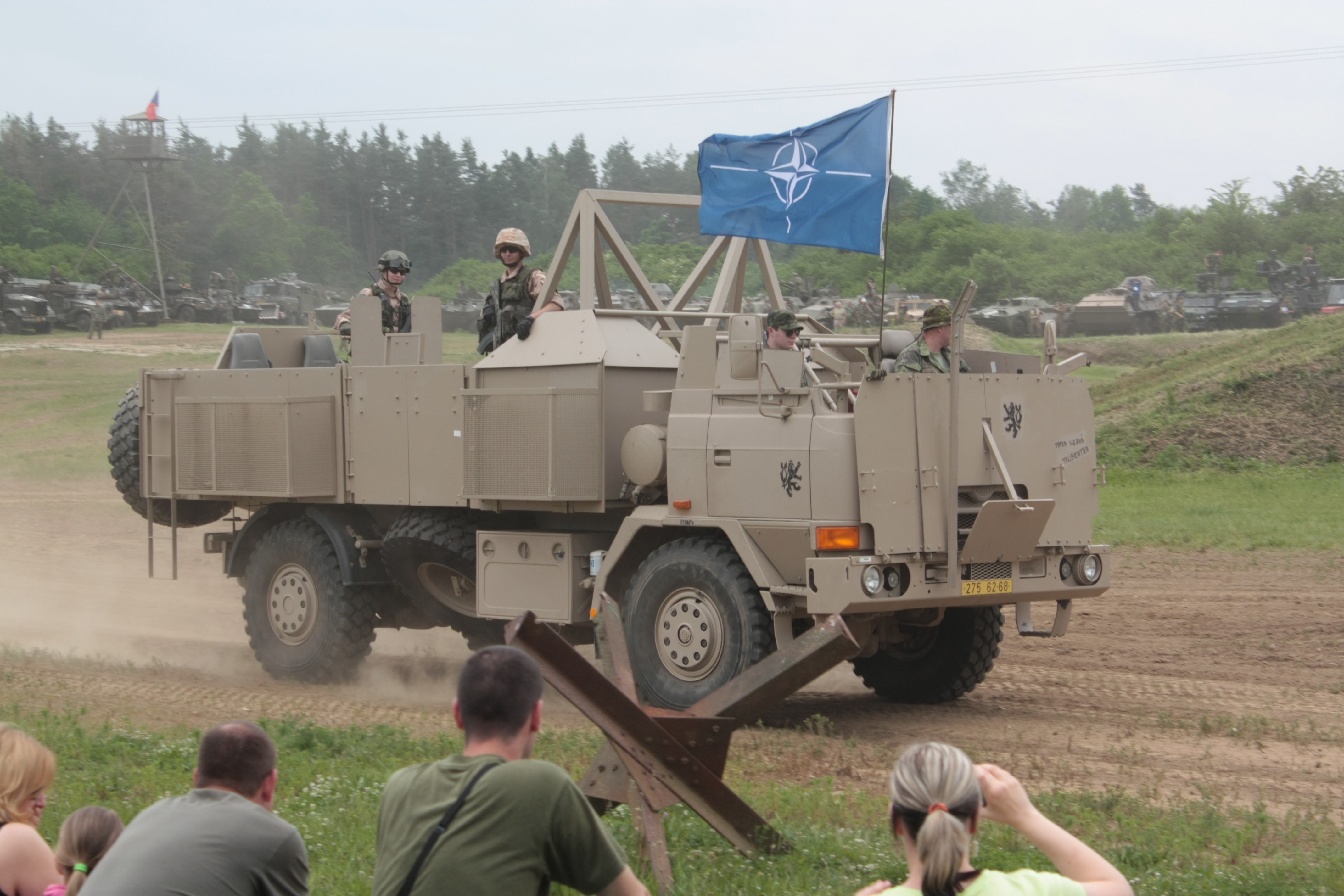
Tatra 815 SOT "TATRA NEZNÁ TALIBRATRA"
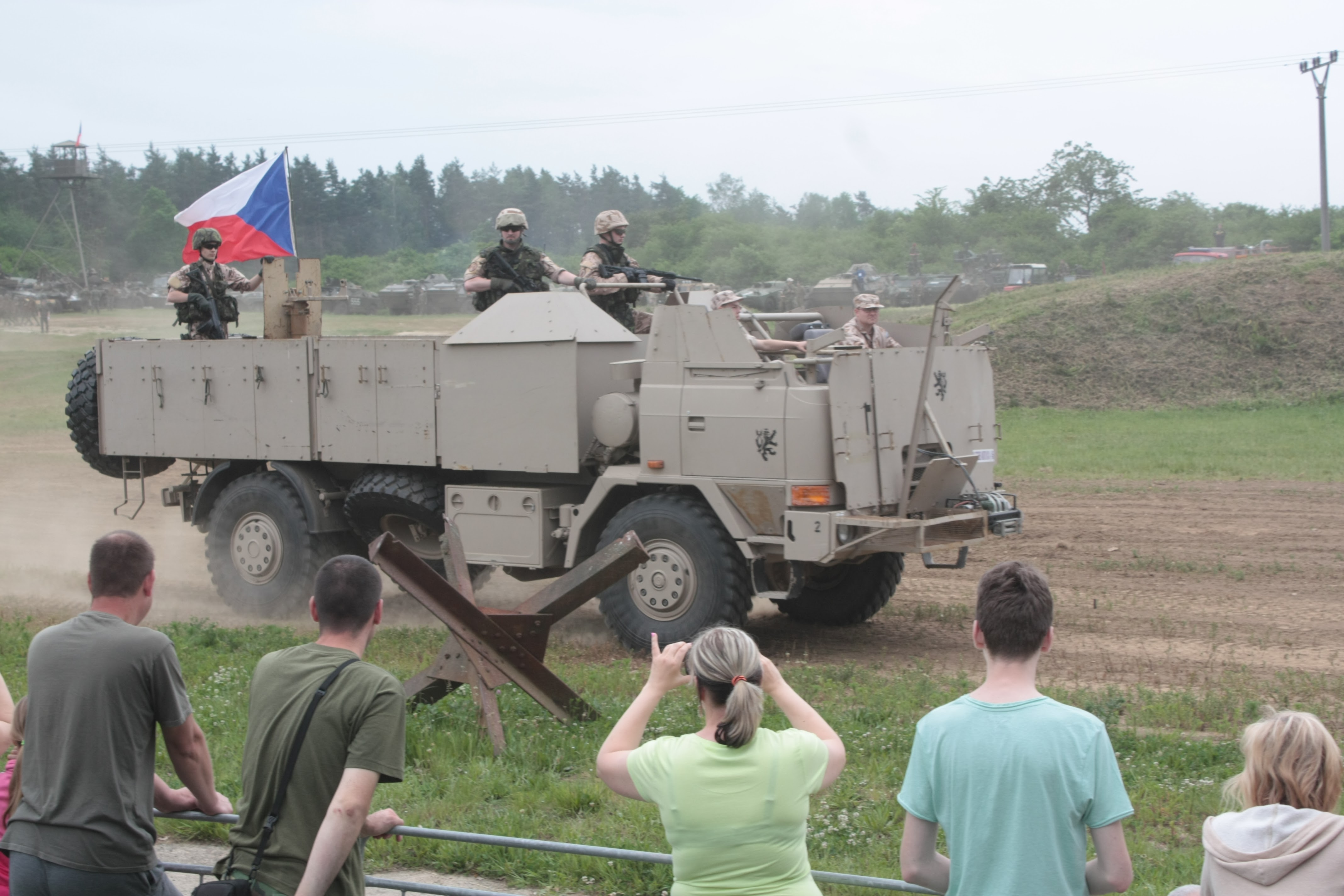
Tatra 815 SOT "MY OTHER AUTO IS .45"
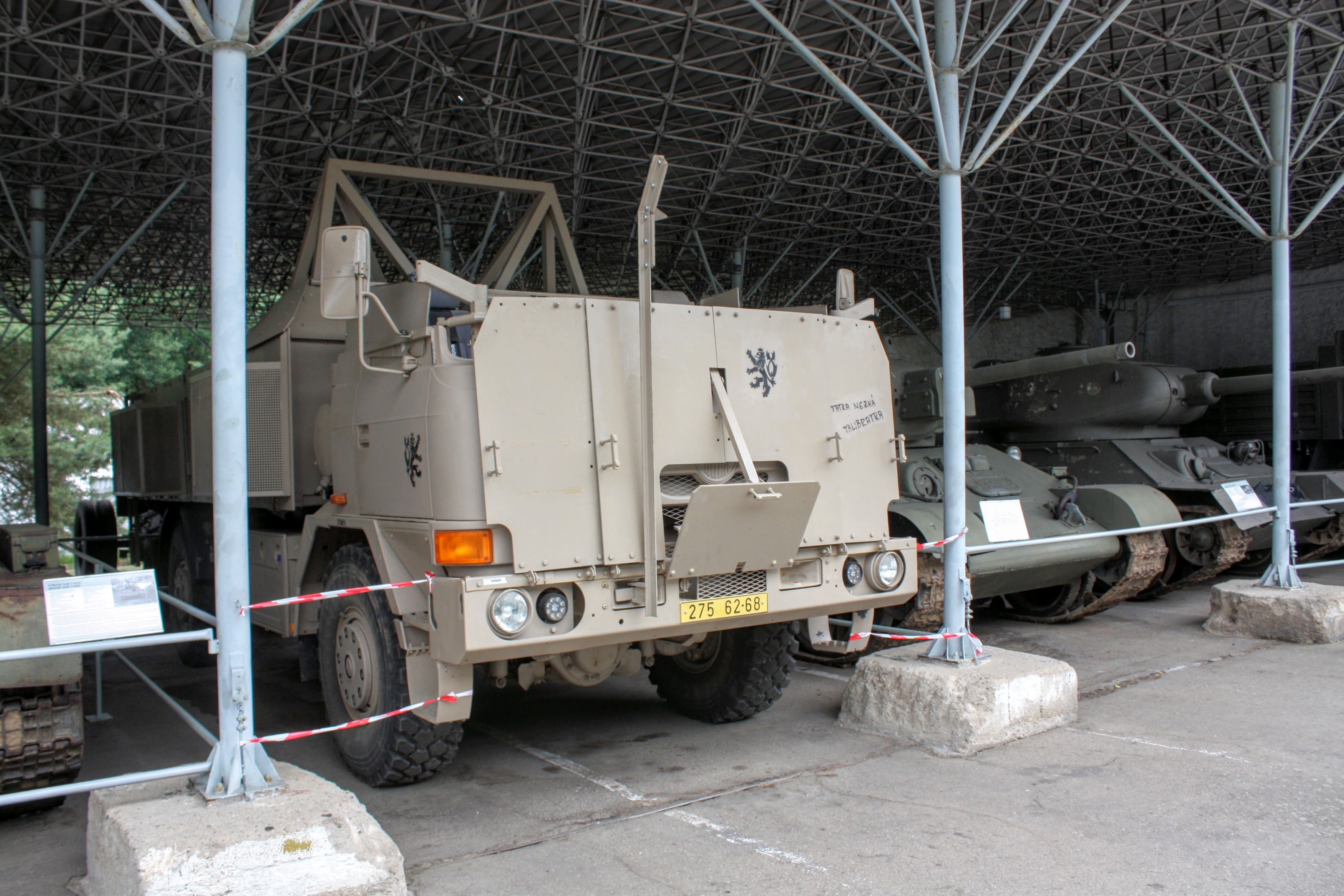
Tatra 815 SOT ve Vojenském technickém muzeu Lešany
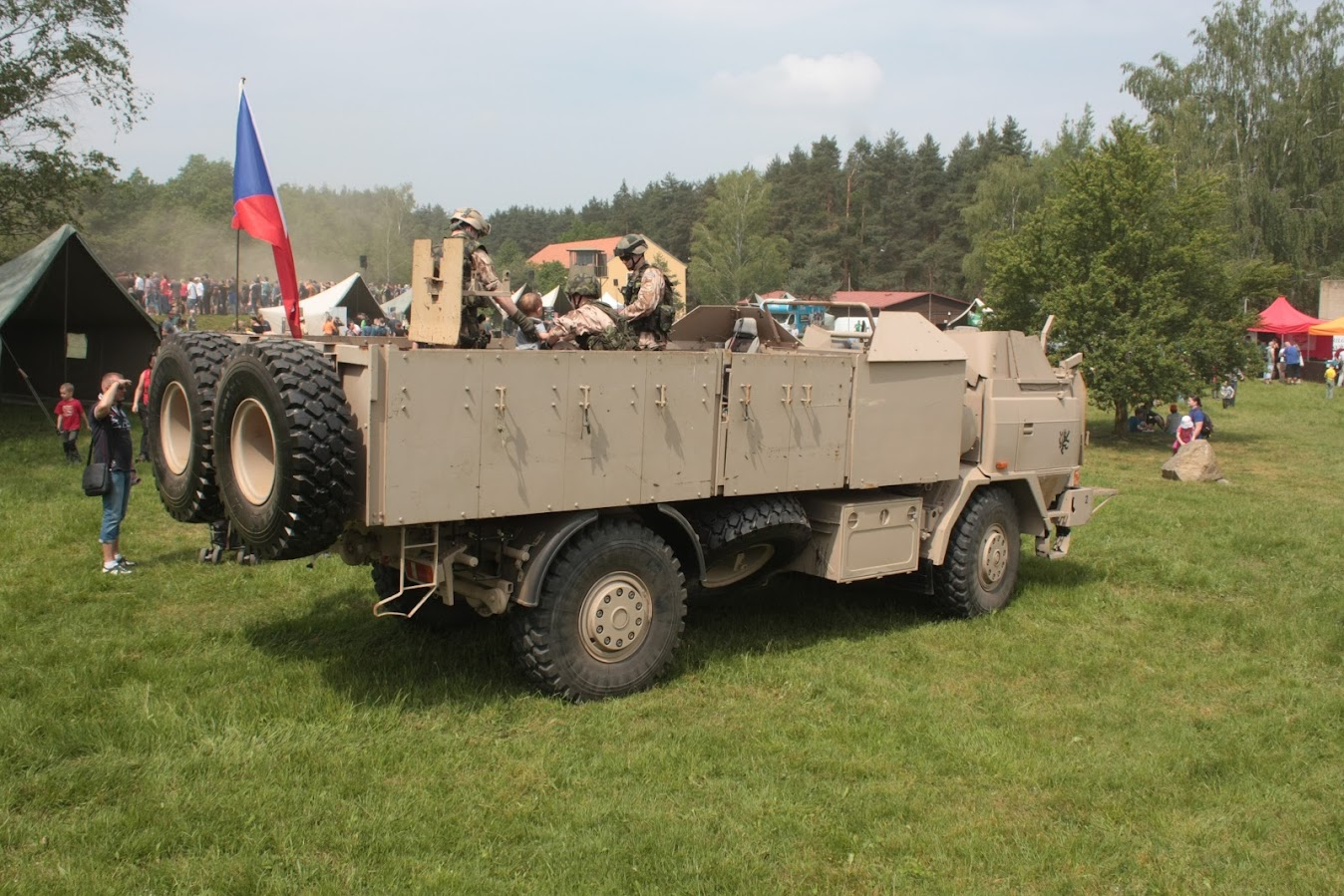
Tatra 815 SOT ve Vojenském technickém muzeu Lešany

## Uživatelé
- Armáda České republiky – 2 kusy

## Bojové nasazení
- Operace Trvalá svoboda